# 拉拉班加清真寺
拉拉班加清真寺（阿拉伯语：‎）為建立在迦納拉拉班加的一座蘇丹風格清真寺。它是該國最古老的清真寺，亦為西非最古老清真寺之一，被譽為「西非麥加」。它建立於1421年，期間歷經多次修建，其中世界古蹟基金會為期間貢獻較大者，同時將其列入百大瀕危遺址之一。相關修建工程也重新喚起了人們對土坯維護的認識。
該清真寺內有一本古老的《古蘭經》，當地人認為此乃上天在1650年送給當時的伊瑪目伊丹·巴里瑪·布拉瑪，做為其誠心祈禱的回報的禮物。該清真寺採用西非土坯建造，有兩座金字塔型的高塔，一座乃朝向麥加的米哈拉布塔，它構成了整個外牆的東面，另一個則為東北角的高塔。該建築由十二個球型結構，並搭配木質結構組成。

## 地點
拉拉班加清真寺位於迦納西貢賈市政區，靠近達蒙戈的一座伊斯蘭小鎮拉拉班加。該鎮位於達蒙戈以北約15公里，莫爾國家公園入口以南4公里處。

## 歷史
根據傳說在1421年，有位叫做阿尤巴的伊斯蘭商人在這裡的一塊「神秘之石」附近做了一個夢，並被指是要在這裡建造一座清真寺。奇怪的是，當他醒來之後，發現地基竟已建好，於是他便繼續建造清真寺直到其完全竣工。有一種說法認為，他曾留下要將其葬於清真寺附近的遺囑，在其葬後的三天，他的墳頭就長出一顆猴麵包樹並流傳下去。據說位於該清真寺旁的猴麵包樹之所在就是阿尤巴的墳墓。
拉拉班加清真寺與西非城市中的其他清真寺不同，其規模相對較小。這種農村清真寺通常是由一個馬拉布特所設計，其風格鬆散地借鉴了其他地方的清真寺，比如傑內大清真寺。為了讓其在外型上與其他地方的建築相似，導致該清真寺不得不採用大型扶壁來彌補建築質量較差的缺陷。拉拉班加清真寺是迦納八座古老且備受尊崇的清真寺之一，也是該國最古老的清真寺。它是當地的朝聖之地，並被譽為「西非麥加」。
1970年代，人們為了避免拉拉班加清真寺受到風雨的侵蝕，就在建築外牆塗上沙子與水泥之混合物，然而這種處理方式卻反而給建築造成很大的破壞，因為這樣一來，濕氣將會全滯留於土坯之中並促使結構開始老化，並且木質結構在潮濕的環境下開始出現白蟻侵蝕的情況。最後導致清真寺的一部分結構坍塌，後來的修復工作中，清真寺的結構部件與外部都出現一些變化。
由於風雨盛行對建築物外牆的影響，清真寺需要進行多次修繕與翻修工作，這些工作多年來改變了一些清真寺的外觀設計。2002年9月的一場風暴把建築的米哈拉布塔和尖塔給吹垮了，是以世界古蹟基金會將該建築列入2002年世界遺跡觀察名單中，同時考慮到該建築在1970年代的不適當修繕導致的破壞。是以迦納博物館和古蹟委員會決定修復這座清真寺，並徵求了法國格勒諾布爾的建築公司CRAterre之意見。該次翻修得到世界古蹟基金會的支持，並獲得美國運通的五萬美元贈款，當地社區也提供了一定支持。相關翻修工程包括清除先前塗在清真寺外牆上的水泥混合物、更換木質結構、重建米哈拉布塔和尖塔、重修入口處、以傳統方式在建築外牆抹灰等等。同時，遺跡的保護也被重新評估，當地的工匠與工人團隊皆參與其中。這有助於修復古蹟，並特別強調於恢復土坯維護知識。

## 特點

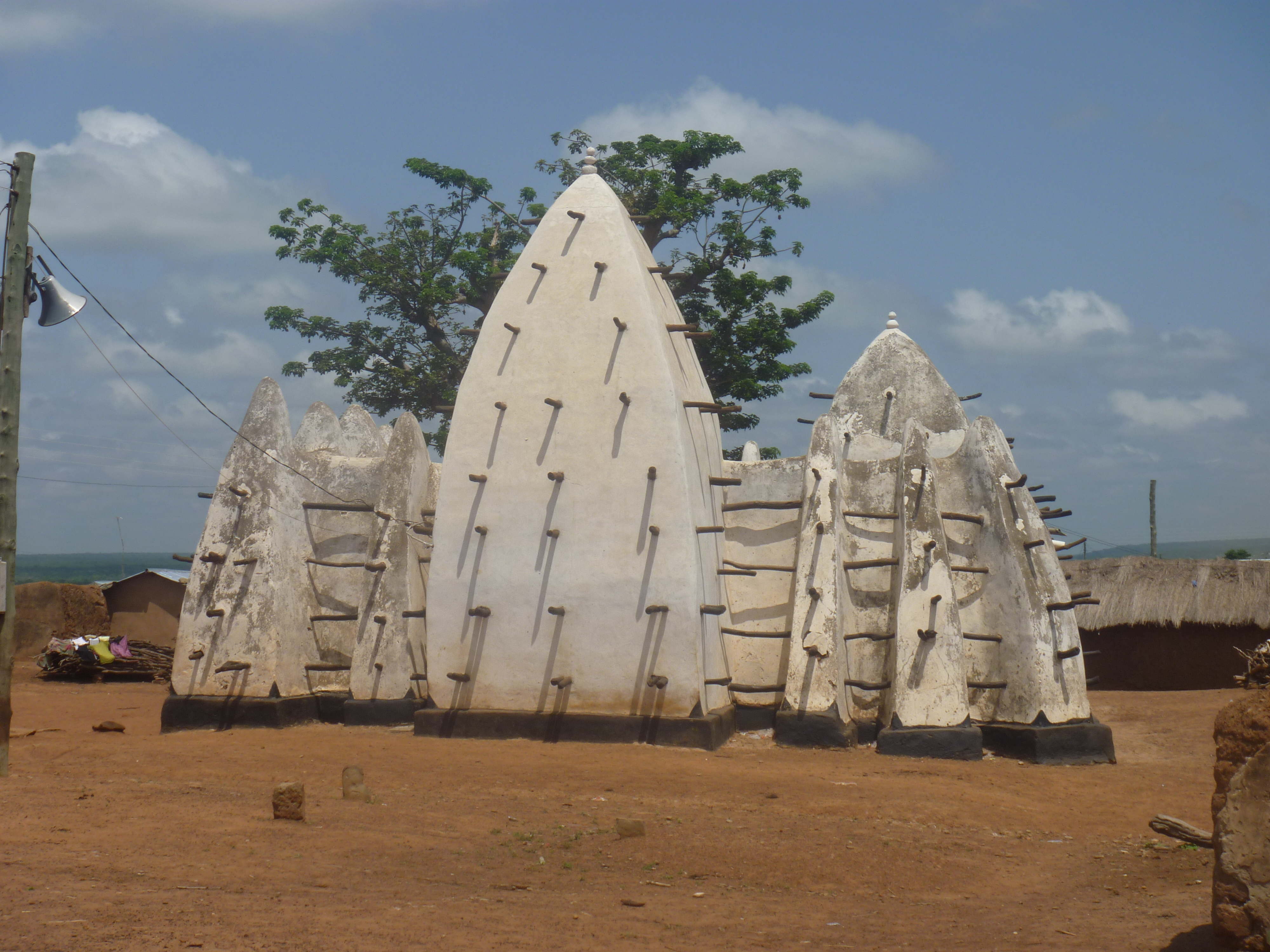
2011年的拉拉班加清真寺

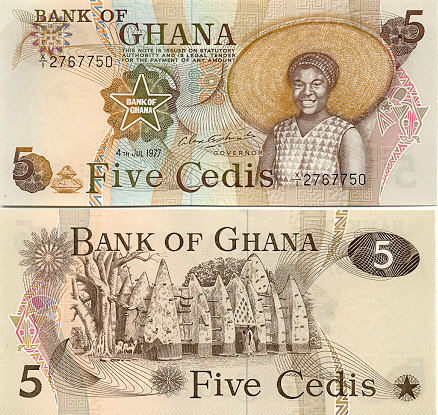
1977年5迦納塞地紙幣背面的拉拉班加清真寺

如同迦納北部與萨瓦纳地區的其他清真寺一樣，拉拉班加清真寺也是採用傳統的蘇丹-薩赫勒風格建造，並採用了當地的建築材料與技術。該清真寺主要以荆条和稻草建成，面積約為8（26英尺）x8（26英尺）。該清真寺有兩座金字塔型的高塔，一座乃朝向麥加的米哈拉布塔，它構成了整個外牆的東面，另一個則為東北角的高塔。外牆上的12座錐形扶壁有呈水平的木質構件加固。此種建築風格也被稱為「平腳土坯建築」。該建築全被塗抹成白色。該清真寺內有一本古老的《古蘭經》，當地人認為此乃上天在1650年送給當時的伊瑪目伊丹·巴里瑪·布拉瑪，做為其誠心祈禱的回報的禮物。此外，其還支持了當地社區開展手工藝與旅遊項目，藉以籌備資金，這些資金一方面用來支持清真寺的維護費用，也用來改善當地人們的經濟條件。

## 另見
- 清真寺列表（英语：Lists of mosques）
- 非洲清真寺列表（英语：List of mosques in Africa）
- 麥地那清真寺 (阿克拉)（英语：Madina Mosque (Accra)）

## 外部連結
- "Larabanga Mosque: A Ghanaian Treasure Reborn," ICON Magazine, Winter 2003/2004, p. 37. (archived at the Wayback Machine)